# Wappen von Trier (Schiff, 1964)
Die Wappen von Trier ist ein deutsches Fahrgastschiff.

## Geschichte
Das Schiff wurde im Jahr 1964 auf der Lux-Werft in Mondorf mit der Baunummer 16 gebaut. Es erhielt zunächst den Namen Stadt Beuel und gehörte zur Flotte der Fähr- und Fahrgastschiffahrt Schmitz in Bonn. Eingesetzt wurde die Stadt Beuel bei der Bonner Personenschiffahrt (BPS). Günter Benja notiert für die Stadt Beuel eine Länge von 29 Metern und eine Breite von 5,80 Metern sowie eine Motorisierung mit 300 PS. Zu Benjas Zeit war das Schiff für die Beförderung von 350 Personen zugelassen.
1976 kam das Schiff zur Kehler Personenschiffahrt. Dort fuhr es unter dem Namen Stadt Kehl II. 1991 wurde das Schiff auf Wappen von Trier umgetauft und fuhr fortan für die Personenschiffahrt Gebr. Kolb in Briedern. Im Jahr 2022 stand die Wappen von Trier zum Verkauf; sie sollte 330.000 Euro kosten.